# Гран-Канария (стадион)
Гран-Канария (исп. Estadio de Gran Canaria) — стадион в городе Лас-Пальмас-де-Гран-Канария.
Вместимость стадиона — 31 250 зрителей. Открытие состоялось 8 мая 2003 года. Стадион не является чисто футбольным, имеет легкоатлетические дорожки, но большинство спортивных событий являются матчами футбольного клуба «Лас-Пальмас». До этого команда принимала соперников на стадионе «Инсулар» с устаревшей инфраструктурой и вместимостью около 20 тысяч.
Сборная Испании на стадионе провела один официальный матч. 21 ноября 2007 года испанцы в присутствии 31-тысячной аудитории обыграли сборную Северной Ирландии со счётом 1:0. До этого, 18 августа 2004 года, сборная страны проводила и товарищескую встречу с Венесуэлой, победив гостей 3:2.
Кроме футбольных матчей, на стадионе в 2005—2008 годах проводились соревнования по мотокроссу.
На стадионе проводятся и концерты. Здесь выступали Брайан Адамс (2005), Шакира (2006), Луис Мигель (2007), Глория Эстефан (2009), Стинг (2011), Брюс Спрингстин (2012).